# 콜롬비아가시쥐
콜롬비아가시쥐(Proechimys canicollis)는 가시쥐과에 속하는 남아메리카 설치류이다. 콜롬비아와 베네수엘라에서 발견된다.

## 생태
땅 위에서 주로 생활하는 육상성 동물이고 야행성, 독거성 동물이다. 먹이는 씨앗과 열매, 버섯류, 일부 잎과 곤충이다. 서식지 악화에 대한 내성을 갖고 있다.

## 분포 및 서식지
베네수엘라 북서부와 콜롬비아 북동부의 시에라데페리하 산맥과 시에라 데 산타 마르타 산맥의 구릉 지대 근처에서 발견된다. 해발 300m 이하의 저지대에서 서식한다.

## 계통 분류
다음은 땅가시쥐속의 계통 분류이다.
|  | 긴꼬리가시쥐, 짧은꼬리가시쥐, 에콰도르가시쥐 |
|  |                                              |
|  | 퀴비에가시쥐                                 |
|  |                                              |

|  | 가드너가시쥐, 패튼가시쥐 |
|  |                          |
|  | 쿨리나가시쥐             |
|  |                          |

|  | 긴꼬리가시쥐, 짧은꼬리가시쥐, 에콰도르가시쥐 |
|  |                                              |
|  | 퀴비에가시쥐                                 |
|  |                                              |

|  | 가드너가시쥐, 패튼가시쥐 |
|  |                          |
|  | 쿨리나가시쥐             |
|  |                          |